# マレー・フィリューン
マレー・フィリューン（英語: Marais Viljoen、1915年12月2日 - 2007年1月4日）は、南アフリカ共和国の政治家。南アフリカ共和国大統領（在任期間1979年から1984年）。また、大統領就任に先だつ1978年8月21日から10月10日まで大統領代行を務めている。

## 概要
郵便局、新聞社勤務を経て、政界入り。アパルトヘイト（人種隔離政策）を推進していた国民党内では穏健派に位置していた。労相などを経て、1978年大統領代行。バルタザール・ヨハネス・フォルスターの後、1979年から南ア共和国大統領に就任した。フィリューンまで南ア大統領職は政治的権限の弱い国家元首であったが、1983年に憲法を改正し、行政府の長として権限を強化し、後任のピーター・ウィレム・ボータは、強大な権限を活用しアパルトヘイト推進派として行動することになる。
2007年1月4日心不全のため、プレトリアの病院で死去した。91歳。

## 参考
1. ↑  “Former state president Marais Viljoen passes away”. Mail & Guardian. (2007年1月5日) 2007年1月5日閲覧。 {{cite news}}: |date=の日付が不正です。 (説明)⚠